# ترينيداد جيمس
ترينيداد جيمس (بالإنجليزية: Trinidad James)‏ هو مغني أمريكي، ولد في 24 سبتمبر 1987 في بورت أوف سبين في ترينيداد وتوباغو.

## وصلات خارجية
- الموقع الرسمي
- ترينيداد جيمس على موقع ميوزك برينز (الإنجليزية)
- ترينيداد جيمس على موقع رولينغ ستون (الإنجليزية)
- ترينيداد جيمس على موقع أول ميوزيك (الإنجليزية)
- ترينيداد جيمس على موقع أول ميوزيك (الإنجليزية)
- ترينيداد جيمس على موقع ديسكوغز (الإنجليزية)
- ترينيداد جيمس على موقع ديسكوغز (الإنجليزية)